# Alina Świeściak
Alina Świeściak, właśc. Alina Wanda Świeściak-Fast – polska literaturoznawczyni, prof. dr hab. nauk humanistycznych, dziekan Szkoły Doktorskiej Uniwersytetu Śląskiego w Katowicach.

## Życiorys
W 1993 ukończyła studia filologii polskiej na Uniwersytecie Śląskim w Katowicach, 13 listopada 2001 obroniła pracę doktorską Od układu rozkwitającego do poezji gnomicznej. Przemiany poetyki Ryszarda Krynickiego, 24 kwietnia 2012  habilitowała się na podstawie pracy zatytułowanej Melancholia w poezji polskiej po 1989 roku. Następnie została zatrudniona na stanowisku adiunkta w Instytucie Nauk o Literaturze Polskiej im. Ireneusza Opackiego na Wydziale Humanistycznym Uniwersytetu Śląskiego w Katowicach.
6 kwietnia 2021 uzyskała tytuł profesora. Obecnie pracuje w Instytucie Polonistyki Wydziału Humanistycznego Uniwersytetu Śląskiego w Katowicach. Pełni również funkcję dziekana Szkoły Doktorskiej Uniwersytetu Śląskiego. 